# Vera Cruz (Indiana)
Vera Cruz és una població dels Estats Units a l'estat d'Indiana. Segons el cens del 2000 tenia 55 habitants.

## Demografia
Segons el cens del 2000, Vera Cruz tenia 55 habitants, 24 habitatges, i 13 famílies. La densitat de població era de 236 habitants/km².
Dels 24 habitatges en un 33,3% hi vivien nens de menys de 18 anys, en un 54,2% hi vivien parelles casades, en un 4,2% dones solteres, i en un 41,7% no eren unitats familiars. En el 41,7% dels habitatges hi vivien persones soles el 29,2% de les quals corresponia a persones de 65 anys o més que vivien soles. El nombre mitjà de persones vivint en cada habitatge era de 2,29 i el nombre mitjà de persones que vivien en cada família era de 3,21.
Per edats la població es repartia de la següent manera: un 29,1% tenia menys de 18 anys, un 14,5% entre 18 i 24, un 18,2% entre 25 i 44, un 14,5% de 45 a 60 i un 23,6% 65 anys o més.
L'edat mediana era de 34 anys. Per cada 100 dones de 18 o més anys hi havia 105,3 homes.
La renda mediana per habitatge era de 20.625 $ i la renda mediana per família de 36.250 $. Els homes tenien una renda mediana de 31.250 $ mentre que les dones 25.000 $. La renda per capita de la població era d'11.963 $. Cap de les famílies estaven per davall del llindar de pobresa.

## Poblacions més properes
El següent diagrama mostra les poblacions més properes.